# Guenrouet

Localització de Guenrouet

Guenrouet (en bretó Gwenred) és un municipi francès, situat a la regió de país del Loira, al departament de Loira Atlàntic, que històricament ha format part de la Bretanya. L'any 2006 tenia 2.780 habitants. Limita amb Plessé, Sévérac, Saint-Gildas-des-Bois, Sainte-Anne-sur-Brivet, Quilly, Bouvron, Blain i Le Gâvre.

## Demografia
| 1962                                       | 1968  | 1975  | 1982  | 1990  | 1999  |
| ------------------------------------------ | ----- | ----- | ----- | ----- | ----- |
| 2.122                                      | 2.368 | 2.156 | 2.270 | 2.383 | 2.408 |
| Des de 1962: població sense dobles comptes |       |       |       |       |       |

## Administració
| Període   | Identitat      | Partit |
| --------- | -------------- | ------ |
| 2001-2008 | Pierre Moutel  |        |
| 2008-     | Sylvain Robert |        |